# M41 Walker Bulldog
Lo M41 Walker Bulldog è stato un carro armato leggero statunitense, sviluppato per rimpiazzare lo M24 Chaffee. Deve il nome al generale Walton Walker, morto in un incidente sulla sua jeep in Corea.

## Storia
Lo M24 Chaffee si era dimostrato nel complesso un eccellente progetto, mentre il suo cannone si rivelò poco efficace contro le corazzature nemiche. Nonostante la missione primaria dei carri leggeri fosse l'esplorazione, l'United States Army esigeva un armamento più potente. Partì così nel 1947 lo sviluppo di un nuovo carro, lo T37, progettato per essere aerotrasportato e dotato delle desiderate capacità anticarro grazie ad un cannone da 76 mm abbinato ad un avanzato telemetro. Nel 1949, con l'adozione di un telemetro meno performante, il progetto fu ridenominato T41.
La produzione iniziò nel 1951 nell'impianto della Cadillac di Cleveland  e nel 1953 il nuovo carro aveva completamente rimpiazzato lo M24 nei reparti dell'US Army. Inizialmente soprannominato "Little Bulldog", dopo la morte accidentale del generale Walton Walker nel 1950 fu ribattezzato "Walker Bulldog".
Lo M41 era un corazzato agile e ben armato; tuttavia risultò rumoroso, assetato di carburante e troppo pesante per il trasporto aereo. Nel 1952 iniziò la progettazione di modelli più leggeri, il T71 ed il T92, che tuttavia furono presto abbandonati.

## Impiego operativo
Il Walker Bulldog vide un limitato impiego sul campo da parte dell'US Army durante la Guerra di Corea. Per la maggior parte del conflitto fu impegnato nelle prove per testare difetti e limiti del progetto, specialmente per quanto riguardava il telemetro; quando però ai nordcoreani arrivarono i T-34 sovietici, contro i quali gli M24 nulla potevano, i nuovi M41 furono inviati sul campo di battaglia prima del termine dei test.
A partire dal 1961, 150 carri furono consegnati alla Japan Ground Self-Defense Force, per integrare i Type 61 di produzione nazionale.

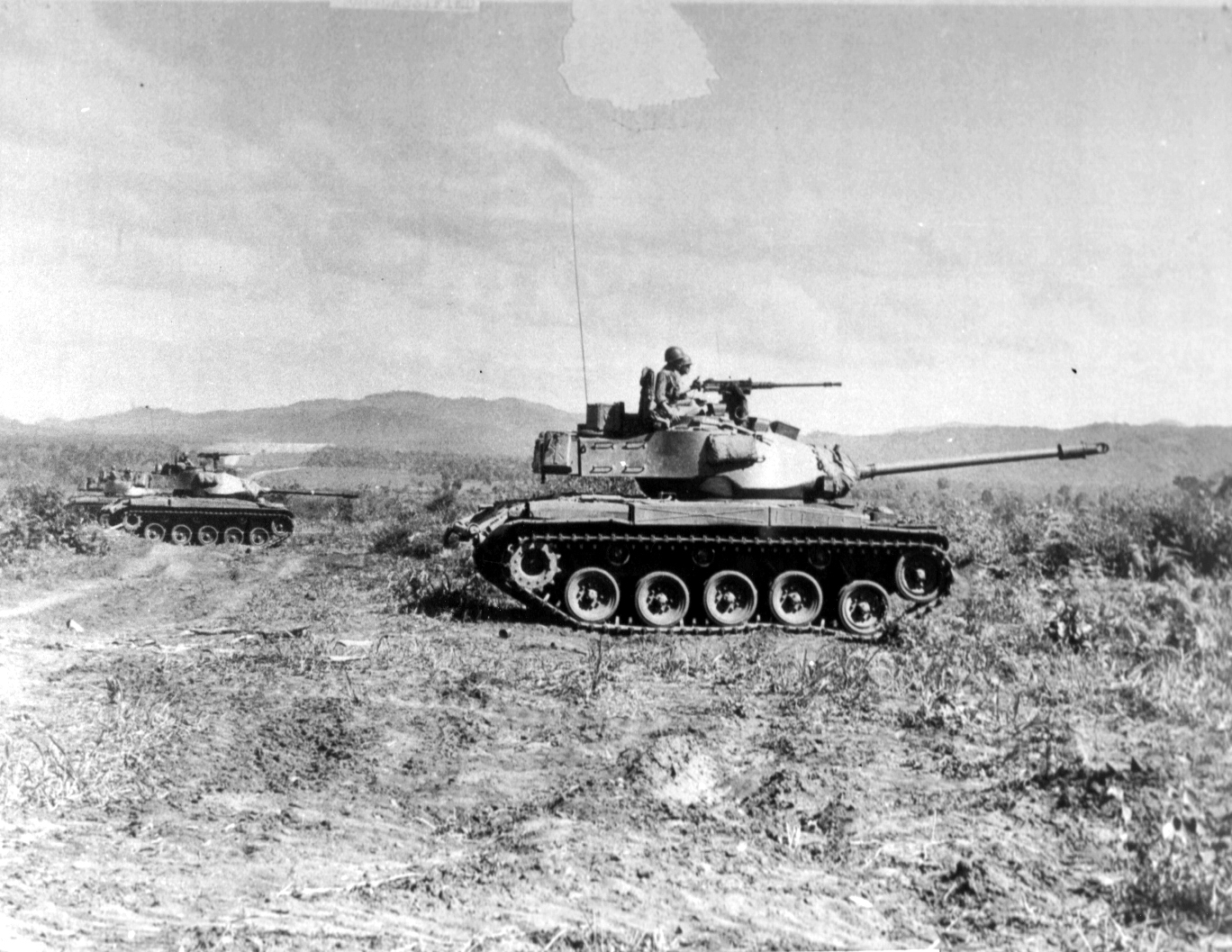
Carri M41 sudvietnamita in addestramento.

Nel 1964 il carro M41 fu selezionato dall'Esercito sudvietnamita per rimpiazzare gli M24 ereditati dai francesi, che a loro volta li avevano ricevuti dagli Stati Uniti durante la guerra d'Indocina. I primi M41A3 arrivarono nel gennaio 1965 ed andarono ad equipaggiare cinque squadroni entro la fine della guerra. Il mezzo ebbe immediato successo presso i carristi sudvietnamiti, che trovarono le dimensioni interne di scafo e torretta perfette per la loro statura, mentre queste rappresentarono una delle principali criticità per gli equipaggi americani. Questa caratteristica, unita all'affidabilità meccanica, alla semplicità ed alla facile manutenzione, fecero del Bulldog una temibile macchina da guerra.

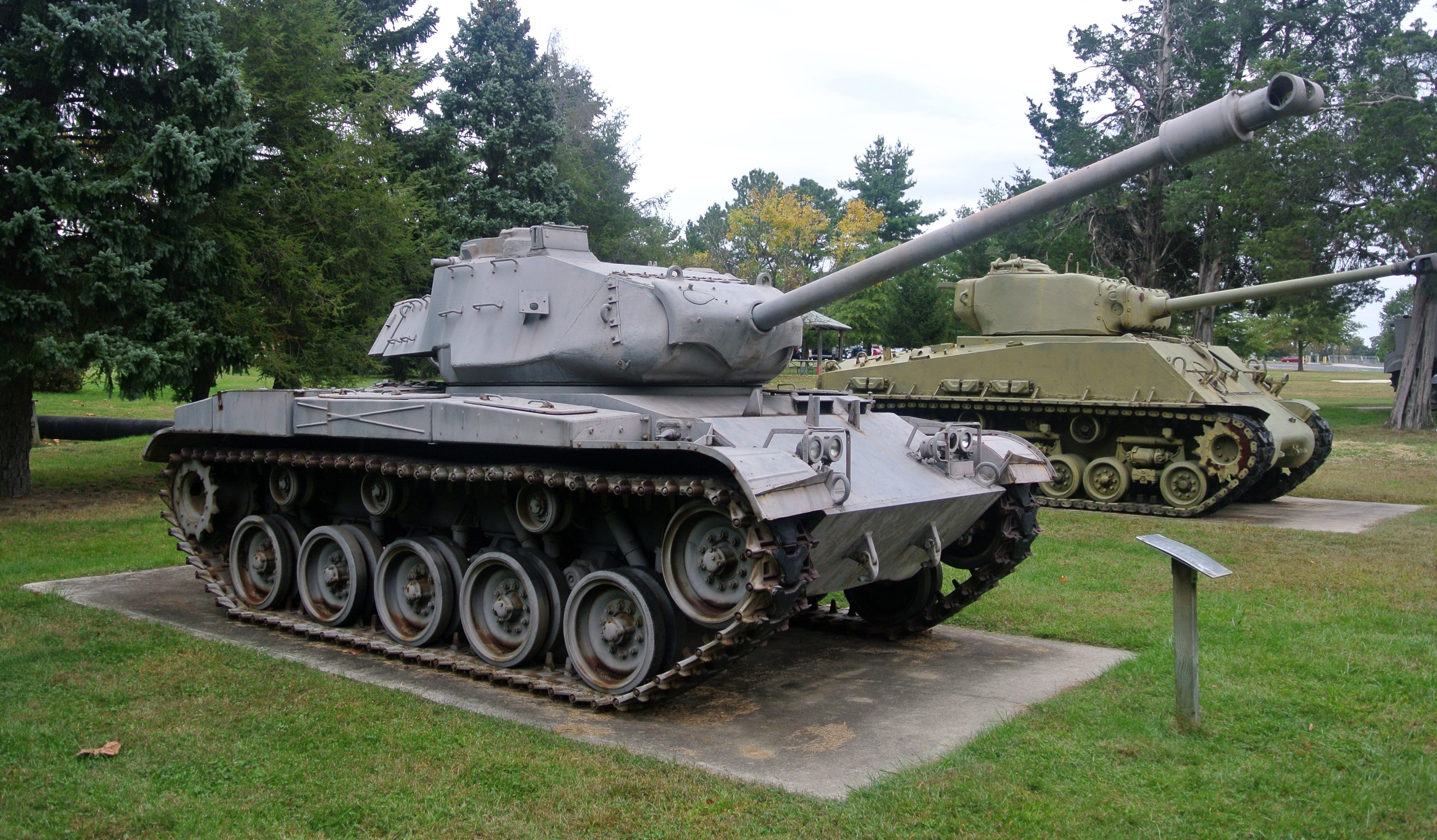
Un M41 esposto presso Fort George G. Meade Museum, Maryland.

Nel 1971, l'Esercito sudvietnamita e le forze americane lanciarono l'Operazione Lam Son 719, che aveva come obiettivo la distruzione delle linee di rifornimento nordvietnamite nel confinante Laos; il piano si basava su una combinazione di forze corazzate ed aeromobili lanciate su tre direttrici d'attacco in territorio nemico. L'8 febbraio la 1ª Brigata corazzata sudvietnamita, appoggiata da due battaglioni aerotrasportati e due reggimenti di cavalleria, penetrò per circa 6 km in territorio laotiano; la reazione nemica fu rapida e, nei primi scontri tra reparti corazzati, 17 carri M41 dell'Esercito sudvietnamita misero fuori combattimento 22 corazzati dell'Esercito popolare vietnamita (sei T-54 e 16 PT-76), al costo di 5 Bulldog e 25 APC.
Nel 1969 l'US Army iniziò a rimpiazzare lo M41 con l'avanzato ma problematico M551 Sheridan, con scafo in alluminio, definito come Armored Airborne Reconnaissance Assault Vehicle (e non come carro leggero). Lo scafo del M41 fu usato per il M42 Duster antiaereo e per l'APC M75, uno dei primi veicoli da trasporto truppe con vano di trasporto chiuso, che servirà da modello per l'M113.

## Varianti e derivati
- M41 (1953).

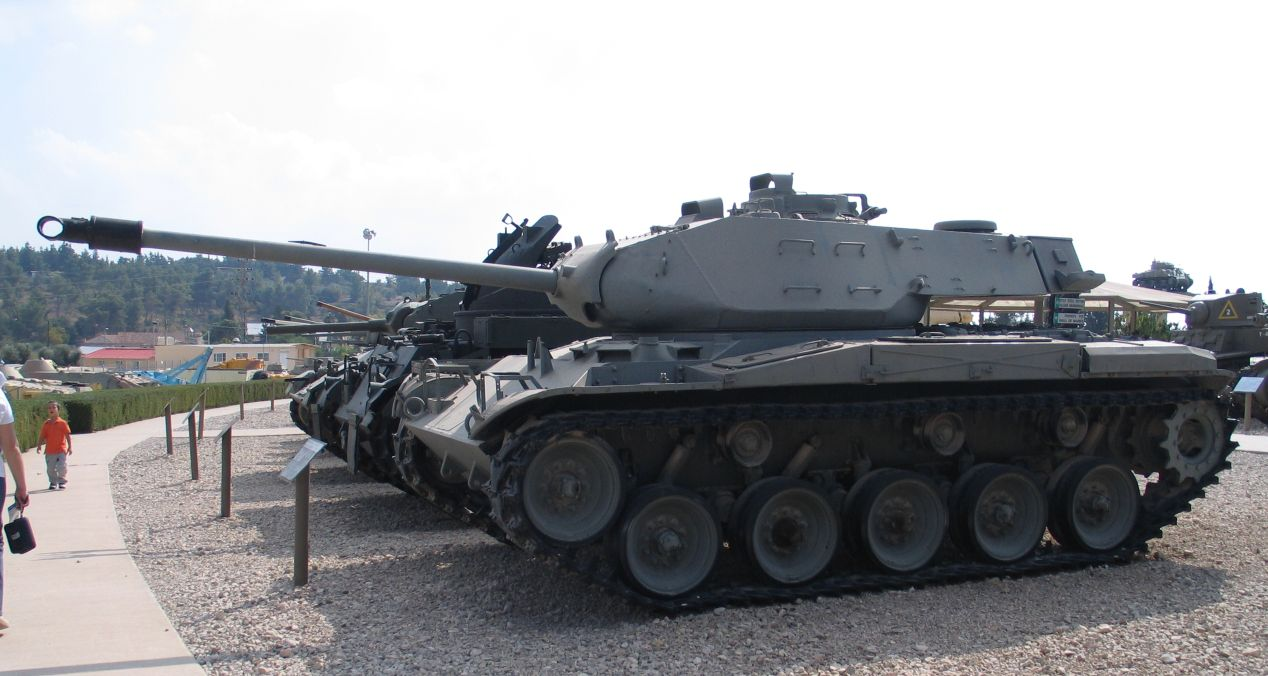
Un M41A3 in mostra al museo israeliano Yad La-Shiryon.

- M41A1 (1954): movimentazione della torretta idraulica invece che elettrica; lo spazio guadagnato servì ad aumentare la dotazione delle munizioni del cannone da 57 a 65 colpi.
- M41A2 (1956): motore ad iniezione Continental AOS 895-3 (6 cilindri a benzina) in sostituzione del precedente motore a carburazione; questa designazione fu applicata anche ai modelli della versione M41 rimotorizzati.
- M41A3: designazione dei M41A1 rimotorizzati con motore ad iniezione.
- M41 DK-1: upgrade danese. Nuovo motore, termocamera, protezione NBC, gonne paracingolo.
- Type 64 (Experimental): progetto taiwanese sviluppato dalle industrie locali. Controllo del fuoco avanzato, nuovo motore diesel da 520 hp, nuova mitragliatrice coassiale T57 da 7,62 mm, corazzature aggiuntive in torretta e gonne paracingolo. Non entrò mai in produzione di serie.
- M41C: upgrade brasiliano. Nella versione finale, il motore a benzina è sostituito da un diesel 8 cilindri Saab-Scania DS-14A O4 prodotto su licenza ed è installata una trasmissione migliorata. Ulteriori modifiche sono alla torretta, sia esternamente (nella parte posteriore) che al sistema elettrico ed a quello di puntamento (con ottiche notturne e telemetro laser per il puntatore). Aumentata anche la protezione, con corazzature aggiuntive spaziate nella parte anteriore dello scafo, sulla piastra frontale e sulla torretta e con l'adozione di 4 lanciagranate fumogene su entrambi i lati della torretta. Il cannone originale M32 da 76 mm è infine sostituito dal locale Ca 76/90 M32 BR3 da 90 mm, con freno di bocca e manicotto termico anti-distorsione.
- M41D: upgrade dell'Esercito taiwanese. Dotato di nuovo cannone prodotto localmente, nuovi sistema di mira, motore Detroi Diesel 8V-71T, corazzatura reattiva[8].
- M42 Duster (1952): semovente antiaereo su scafo M41, armato con due Bofors 40 mm.

Ulteriori upgrade sono stati realizzati da Brasile, Germania, Spagna ed Uruguay, riguardanti soprattutto l'installazione di un motore diesel e/o di un cannone più potente. Il Nimda Group israeliano propone, solo per l'export, un pacchetto di aggiornamento del carro, che include un nuovo sistema di controllo del fuoco e un nuovo gruppo motore/trasmissione.

## Utilizzatori
Rep. Dominicana

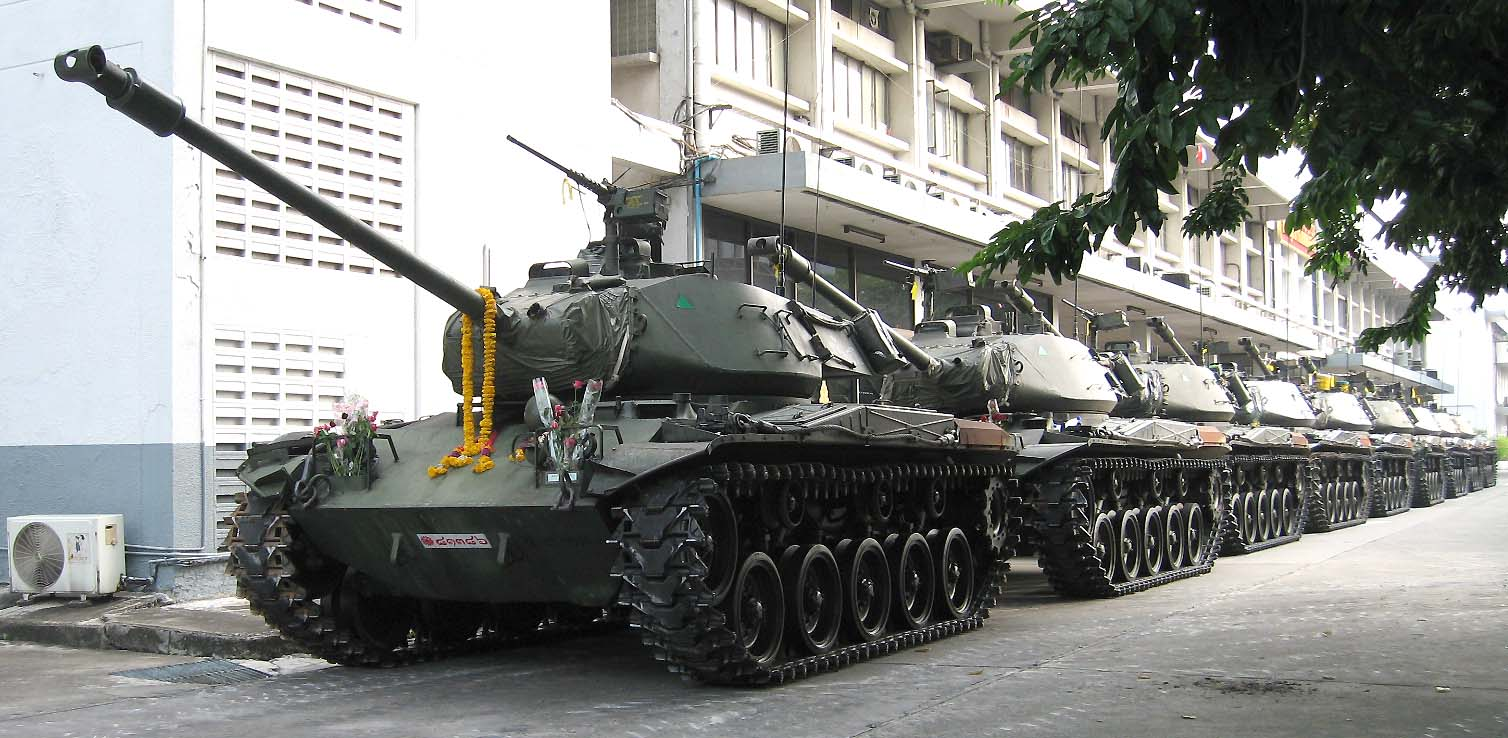
Reparto di M41 del Reale esercito thailandese durante il colpo di stato del 2006.

- Ejército Nacional de República Dominicana

Almeno una dozzina in servizio nel 2023.
 Taiwan
- Zhōnghuá Mínguó Lùjūn

Oltre 700 M41A3 consegnati a partire dal 1958. Alcuni aggiornati a M41D, gli M41A3 non aggiornati sono stati ritirati dal servizio nel 2022.
- Zhōnghuá Mínguó Hǎijūnlùzhàndùi

 Thailandia
- Kongthap Bok Thai

In servizio dal 1962, in fase di dismissione.
 Uruguay
- Esercito uruguaiano

22 M41UR acquistati di seconda mano dal Belgio nel 1980 modificati con un cannone Cockerill Mk. IV da 90 mm e 25 M41C donati dal Brasile nel 2018.

### Utilizzatori passati
Austria
- Bundesheer

42 in servizio tra il 1960 e il 1979.
 Belgio
- Componente terrestre dell'armata belga

135 M41 entrati in servizio nel 1958 e ritirati dal servizio nel 1974.
 Brasile
- Exército Brasileiro

368 ricevuti a partire dal 1960, aggiornati a M41B a partire dal 1978 e successivamente aggiornati a M41C.  Ritirati nel 2010.
 Cile
- Ejército de Chile

17 M41A1 consegnati nel 1963 come parte del Mutual Defense Assistance Program, 43 M41A3 consegnati alla fine degli anni '60.
 Danimarca
- Hæren

53 consegnati dagli Stati Uniti nel 1962 come aiuto. Aggiornati a M41 DK-1 a fine anni '80 con un nuovo sistema di puntamento, nuove munizioni perforanti e protezioni dei cingoli del Leopard 1. Ritirati nel 2000.
 Etiopia
- Esercito etiope

 Germania Ovest
- Heer

 Giappone
- Rikujō Jieitai

 Giordania
- Al-Quwwāt al-Barriyya al-Urdunniyya

 Guatemala
- Ejército Nacional de Guatemala

13 donati dalla Germania Ovest.
 Libano
- Esercito libanese

20 M41A3 in servizio tra il 1958 e il 1984, poi ceduti alle varie milizie.
 Nuova Zelanda
- New Zealand Army

10 consegnati nel 1960 e ritirati nel 1978.
 Filippine
- Hukbong Katihan ng Pilipinas

7 M41 ricevuti nel 1965.
 Somalia
- Esercito nazionale somalo

 Spagna
- Ejército de Tierra

180 donati dagli Stati Uniti come aiuto e ritirati nel 1991.
 Stati Uniti
- United States Army

 Sudafrica
- South African Army[19]

 Tunisia
- Esercito tunisino

 Vietnam del Sud
- Lục quân Việt Nam Cộng hòa

Consegnati a partire dal 1965, ritirati nel 1975.
 Vietnam30 M41 catturati al Vietnam del Sud.